# Lucjusz Korneliusz Cynna
Lucjusz Korneliusz Cynna (łac. Lucius Cornelius Cinna; ur. ok. 130 p.n.e., zm. 84 p.n.e.) – rzymski polityk, jeden z przywódców popularów. Popierał Mariusza w walce z Sullą i był jego legatem w czasie wojny ze sprzymierzeńcami.
Został wybrany na konsula w roku 87 p.n.e. pomimo opozycyjnego wobec Sulli stanowiska. Złożył na ręce Sulli przysięgę, że nie będzie występował przeciw jego reformom. Jednak gdy Sulla poprowadził swoje legiony do Grecji na wojnę z Mitrydatesem, Cynna wystąpił z przeciw niemu. Spotkał się ze sprzeciwem Gnejusza Oktawiusza, pod którego przywództwem optymaci zmusili Cynnę do opuszczenia Rzymu, ogłosili wrogiem państwa i mianowali na jego miejsce konsulem zastępczym Lucjusza Korneliusza Merulę. Cynna zebrał w Italii wojska, połączył się z przybyłym z Afryki Mariuszem i jego zwolennikami, a następnie razem ruszyli na Rzym. Opór stawiły siły pod dowództwem Pompejusza Strabona, ale po jego śmierci na zarazę Cynna i Mariusz bez przeszkód opanowali miasto. Doszło do rzezi zwolenników Sulli. Zginęli między innymi obaj konsulowie: Gnejusz Oktawiusz i Lucjusz Korneliusz Merula, a także Lucjusz Juliusz Cezar (konsul w 90 p.n.e.) i Gajusz Juliusz Cezar Strabon. Cynna i Mariusz zostali wybrani na konsulów na rok 86 p.n.e. Wkrótce po objęciu swojego siódmego konsulatu Mariusz zmarł i Cynna pozostał samodzielnym przywódcą popularów, sprawując w latach 86–84 konsulat i praktycznie nieograniczoną władzę. Kiedy Sulla pokonał Mitrydatesa i szykował się do powrotu do Rzymu, Cynna poprowadził swoje wojska przeciw niemu. Został jednak zamordowany przez własnych żołnierzy w trakcie rebelii, do której doszło w Ankonie, podczas przeprawy przez Adriatyk.

## Dzieci
- Lucjusz Korneliusz Cynna – pretor w 44 p.n.e.
- Kornelia Cynilla – żona Juliusza Cezara